# Père Thibodeau
 (mai 2023).
Si vous disposez d'ouvrages ou d'articles de référence ou si vous connaissez des sites web de qualité traitant du thème abordé ici, merci de compléter l'article en donnant les références utiles à sa vérifiabilité et en les liant à la section « Notes et références ».
Ne pas confondre avec Pierre Thibaudeau.
Père Thibodeau est une chanson paillarde québécoise. Elle est parfois appelée à tort Ôte ta graine de ma sandwich, un extrait du refrain.
C'est une adaptation de la chanson française Bali Balo sur l'air de Cadet Rousselle, reprenant certaines des strophes originales, parfois modifiées, et en ajoutant de nouvelles. Des variations régionales prennent plutôt pour héros Napoléon ou Mathusalem.

## Origines
Décrit comme un bon garçon durant l'enfance, le Père Thibodeau est un prélat dont l'habitude d'insérer son pénis dans un sandwich dégénère à l'âge adulte. Plusieurs versions de la chanson existent et les paroles varient légèrement. Dans certaines, le Père Thibodeau se sert, entre autres activités, de son engin pour touiller la soupe, percer des trous ou taquiner le poisson. Il développe notamment un attrait de type sensuel pour les statues. Le refrain somme Père Thibodeau de mettre fin à son excentricité favorite par ces paroles : « Dondaine, son of a bitch, ôte ta graine de ma sandwich ».

## Versions
Ce morceau endisqué par divers interprètes est surtout célébré dans la version de Gérard « Nono » Deslauriers, rééditée en 2007.